# آب‌انبار حاج سید حسین
آب‌انبار حاجی سید حسین مربوط به دوره قاجار است و در شهرستان یزد، بخش مرکزی، روستای خویدک واقع شده و این اثر در تاریخ ۱۱ مرداد ۱۳۸۴ با شمارهٔ ثبت ۱۲۳۴۰ به‌عنوان یکی از آثار ملی ایران به ثبت رسیده است.